# Nematolepis frondosa
Nematolepis frondosa är en vinruteväxtart som först beskrevs av N.G. Walsh & Albr., och fick sitt nu gällande namn av Paul G. Wilson. Nematolepis frondosa ingår i släktet Nematolepis och familjen vinruteväxter. Inga underarter finns listade i Catalogue of Life.